# Vitória
Vitória – miasto w Brazylii położone nad Oceanem Atlantyckim, stolica stanu Espírito Santo. W Vitórii znajduje się polski konsulat honorowy.
W mieście rozwinął się przemysł spożywczy, włókienniczy oraz drzewny.
W 1961 r. został założony uniwersytet, istnieje tu również port lotniczy.

## Miasta partnerskie
- Ōita, Japonia
- Hawana, Kuba
- Mantua, Włochy
- Darmstadt, Niemcy
- Dunkierka, Francja
- Vila Velha, Brazylia
- Cascais, Portugalia
- Bejrut, Liban
- Zhuhai, Chińska Republika Ludowa
- Recife, Brazylia